# Androsace albana
Androsace albana là một loài thực vật có hoa trong họ Anh thảo. Loài này được Steven mô tả khoa học đầu tiên năm 1812.